# Матанза
Матанза (шп. La Matanza) је град у Аргентини у покрајини Буенос Ајрес. Према процени из 2005. у граду је живело 1.306.729 становника.

## Становништво
Према процени, у граду је 2005. живело 1.306.729 становника.
| 1980.   | 1991.     | 2001.     |
| ------- | --------- | --------- |
| 949.566 | 1.120.088 | 1.253.921 |